# Samtgemeinde Brome
Samtgemeinde Brome er et amt (Samtgemeinde) i Landkreis Gifhorn i den tyske delstat Niedersachsen. Det ligger omkring 20 km nordøst for Gifhorn og 10 km nord for Wolfsburg. Der bor omkring 15.445 mennesker i Samtgemeinde Brome.
De syv kommuner Bergfeld, Brome, Ehra-Lessien, Parsau, Rühen, Tiddische og Tülau slog sig i 1974 sammen i et forvaltningsfællesskab. Samtgemeinden omslutter enklaven, det beboede, men kommunefri område Giebel i moseområdet som det har navn efter, Giebelmoor. En større Samtgemeinde Brome eksisterede fra 1965 til 1974.

## Geografi
Samtgemeinde Brome ligger ved sydenden af Lüneburger Heide og nord for Folkevognsbyen Wolfsburg, øst for Gifhorn. Den ligger mellem 56 moh. (i sydøst) og 111 moh. (i nordøst). Den for skibstrafikken vigtige Mittellandkanal går gennem den sydlige del af amtet.

### Nabokommuner
Nabokommuner er (med uret fra vest): Sassenburg, Wittingen, Wahrenholz, Beetzendorf, Klötze, Giebel, Grafhorst, Wolfsburg und Jembke.